# Karl Prochaska
Karl Prochaska (* 14. August 1914; † 30. Dezember 1977) war ein österreichischer Eisschnellläufer.
Prochaska, der für den Wiener Eislauf-Verein startete, lief bei den Olympischen Winterspielen 1936 in Garmisch-Partenkirchen auf den 24. Platz über 5000 m und errang im folgenden Jahr bei der österreichischen Meisterschaft den fünften Platz.

## Persönliche Bestleistungen
| Disziplin | Zeit        | Datum           | Ort                    |
| --------- | ----------- | --------------- | ---------------------- |
| 500 m     | 48,3 s      | 16. Januar 1936 | Wien                   |
| 1000 m    | 1:44,8 min  | 25. Januar 1935 | Wien                   |
| 1500 m    | 2:31,8 min  | 17. Januar 1936 | Wien                   |
| 5000 m    | 9:02,6 min  | 6. Februar 1936 | Garmisch-Partenkirchen |
| 10000 m   | 19:44,4 min | 24. Januar 1937 | Klagenfurt             |